# Ludwig Neuer
Ludwig Neuer (* 3. März 1891 in Eberbach; † 16. Oktober 1953 ebenda) war ein deutscher Architekt, Fabrikant und Politiker.

## Leben
Ludwig Neuer machte in Mannheim sein Abitur und studierte von 1910 bis 1914 Architektur an den Hochschulen in Karlsruhe und München. Während seines Studiums wurde er 1910 Mitglied der Karlsruher Burschenschaft Teutonia. Während des Ersten Weltkrieges war Neuer Kriegsfreiwilliger und wurde mit dem Eisernen Kreuz I. Klasse ausgezeichnet.
Nach dem Krieg kehrte er nach Eberbach zurück und wurde Teilhaber der Möbelfabrik Neuer, die seinem Vater gehörte. 1929 wurde er hauptberuflich freischaffender Architekt. Nach dem Tod seines Bruders Friedrich im Jahr 1937 übernahm er die alleinige Führung der Firma seines Vaters. Während des Zweiten Weltkrieges war Neuer Hauptmann der Rüstungsinspektion. Nach dem Krieg nahm er seine früheren beruflichen Tätigkeiten wieder auf.

## Politische und ehrenamtliche Tätigkeiten
Nach dem Ersten Weltkrieg war Neuer Mitbegründer der Deutschnationalen Volkspartei in Eberbach. Er vertrat die Partei im Bürgerausschuss und später im Stadtrat. Des Weiteren war er viele Jahre Vorsitzender des Verkehrsvereins und wurde zu dessen Ehrenvorsitzenden ernannt.